# Prisiones en Baréin
Las prisiones en Baréin pertenecen al estado que es el único encargado de operarlas. Las cárceles están dirigidas por 3 fuerzas de seguridad diferentes, incluyendo la Agencia  de Seguridad Nacional (NSA), la Fuerza de Defensa de Baréin (BDF) y el Ministerio de Interior (MoI). Tanto la fiscalía pública como varias autoridades judiciales son los encargados de supervisar la administración de las prisiones.: 43  De las 20 prisiones operantes en Baréin, hay 4 cárceles que destacan por encima de las demás, una de las cuales es para mujeres. Las prisiones más importantes son las siguientes: La prisión Al Qurain (controlada por la BDF), el Centro de Detención del Muelle Seco, la prisión de Juw y  el Centro de Detención para mujeres de la Ciudad Isa  (controlada por el MoI).
Durante los años 1975-1999 y 2007-2011 se extendió el uso de la tortura en las cárceles de Baréin hasta tal punto, que 23 personas perdieron la vida en su interior. 

## Prisioneros políticos
El Centro de Baréin para los Derechos Humanos (BCHR, por sus siglas en inglés) informó que, a fecha 22 de noviembre de 2011,(p5) en las cárceles de Baréin había al menos 500 prisioneros de conciencia encarcelados, convirtiendo a Baréin en el país que más presos políticos por cápita tiene del mundo. Esta alegación es respaldada por la legislación nacional que contempla penas de cárcel para cualquiera que "pida por escrito el derrocamiento o cambio del régimen" (p208) o que "amenace con utilizar los instrumentos de publicación para fomentar el odio popular o el desprecio contra el régimen gobernante". (p398) 

## Violaciones de Derechos Humanos
Durante el periodo comprendido entre 1975 y 1999 también conocido como la "Era de la Ley de Seguridad Estatal", la tortura era una práctica habitual entre los oficiales de Baréin y resultó en las muertes de 17 individuos. Después de que el Emir Hamad bin Isa Al Khalifa sucediese a su padre Isa bin Salman Al Khalifa en 1999, el número de informes detallando nuevos casos de tortura se redujeron considerablemente y las condiciones en las cárceles mejoraron. Sin embargo, el Real decreto 56 de 2002 concedió la inmunidad a todos los oficiales que fueron acusados de cometer actos de tortura durante la revuelta de los 90 (perdonando a figuras notorias como Ian Henderson y Adel Flaifel). A finales del año 2007 la tortura volvió a emplearse otra vez y para el año 2010 se normalizó su uso.

### La Primavera Árabe (2011-2012)

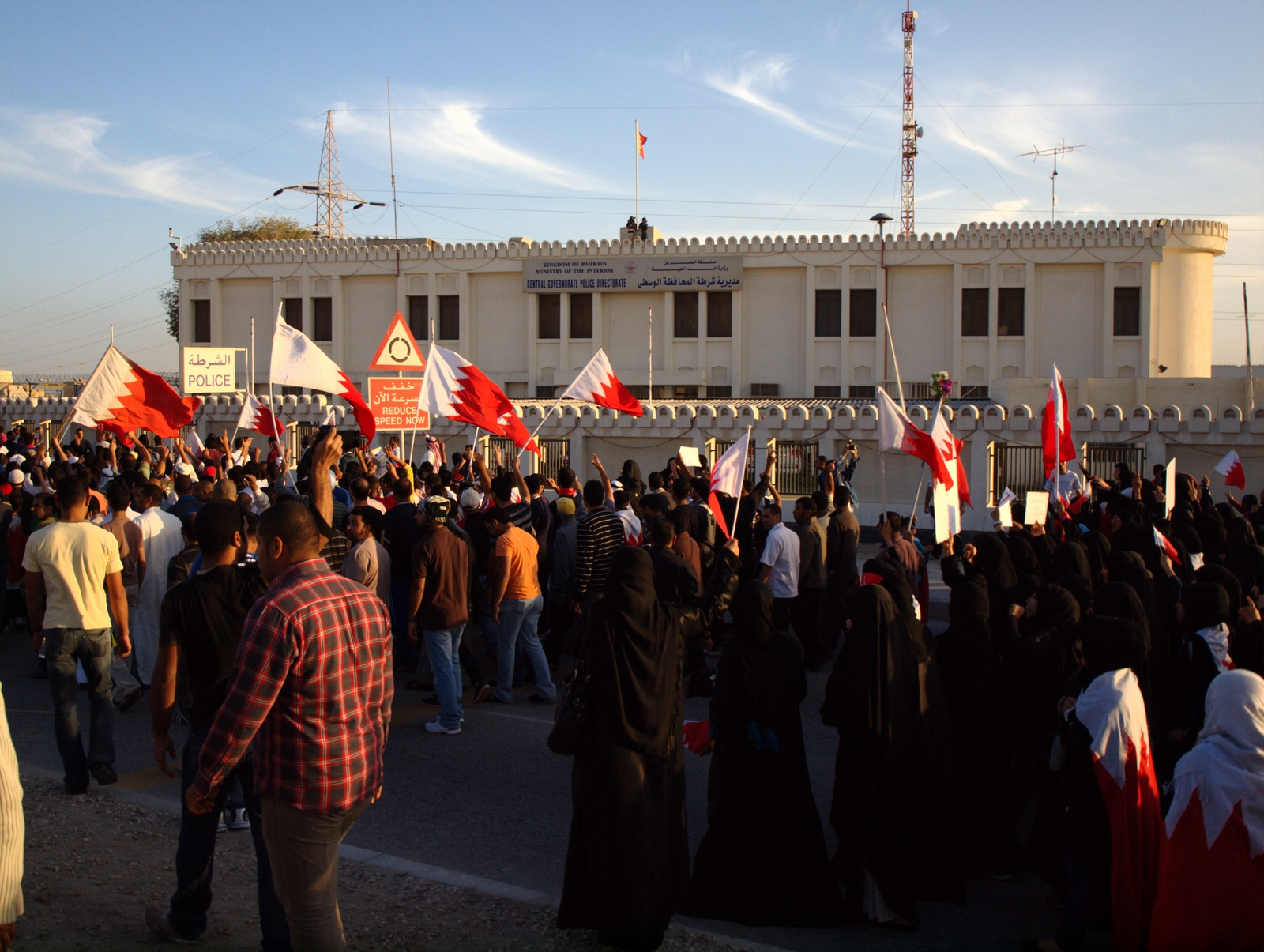
Centenares de manifestantes protestan cerca de la estación de policía Al Wusta en marzo 2011.

Numerosos informes de derechos humanos han descrito el uso de la tortura como una práctica muy extendida y sistemática durante la revuelta árabe (2011-actualidad). El 64% del total de los individuos detenidos, 1886 personas, han declarado haber sido torturadas (p37). Al menos 5 detenidos han fallecido como resultado (p225). Durante las revueltas los personas detenidas fueron interrogadas por oficiales de tres agencias gubernamentales, el Ministerio de Interior (MoI), la Agencia de Seguridad Nacional (NSA) y la Fuerza de Defensa de Baréin (BDF). Según el informe de la Comisión Bahreiní Independiente de Investigación (BICI, por sus siglas en inglés),  varios oficiales de la NSA y del MoI infligieron abusos físicos y psicológicos a los prisioneros que se encontraban encarcelados en estas prisiones y en muchos casos estos abusos podrían describirse como casos de tortura (p298).  El informe de la BICI afirma que el uso sistemático de la tortura indica un problema "sistémico, que únicamente puede solucionarse a nivel sistémico" (p299-300).

#### El Gobierno niega las acusaciones
Al principio, las autoridades de Baréin negaron todas las  alegaciones de tortura. Un oficial del Ministerio para el Desarrollo Social contó a  Human Rights First que en Baréin nadie era torturado, manteniendo que "todo el mundo que ha sido arrestado se le ha mostrado una orden de arresto y la documentación apropiada y que nadie ha sido arrestado por hombres enmascarados mientras estaban en su casa".: 9 
Posteriormente, el Gobierno declaró estar investigando lo que ellos consideraron ser unos "casos aislados".  Abdulaziz bin Mubarak, el director de Relaciones con los Medios de la cadena Information Authority, contó a  ABC Noticias  que esos casos se estaban tomando muy en serio y que estaban siendo investigados. Abdulaziz también dijo que los torturadores seguramente no serían sancionados.

### Cultura de la impunidad
A pesar de que el Gobierno de Baréin asegura que las numerosas violaciones de derechos humanos que ocurren en el país se deben a unas pocas “manzanas podridas”, la realidad es que detrás de las continuas violaciones de derechos humanos y del repetido uso de la tortura existe una política de facto generada no solo por una “cultura de la impunidad”, sino también por un sistema que recompensa a los violadores. Dado que el Gobierno ha confiado en el Ministerio de Interior (MoI) la imposición de una serie de restricciones nuevas y más estrictas sobre los derechos fundamentales, los oficiales con menos escrúpulos se convierten en los más efectivos y por lo tanto son ascendidos y no degradados de rango.
De hecho los oficiales de rango más elevado en Baréin son virtualmente inmunes de ser investigados y desde el año 2011 todos ellos han sido ascendidos a una posición mejor a pesar de existir sólidas pruebas que demostraban haber cometido varias violaciones de derechos humanos. Esto no es algo nuevo, sin embargo. En un informe publicado en el año 2014, el Defensor del Pueblo de Baréin denunció que el Inspector General, la Unidad de Investigaciones Especiales, el Fiscal y otras oficinas del MoI bloquearon y dificultaron en más de una ocasión sus investigaciones sobre estos abusos. Uno de estos oficiales que fueron premiados y ascendidos, a pesar de su negativo historial de respeto con los derechos humanos es el Jefe Interino de la prisión de Juw, el Teniente Coronel Adnan Bahar.

#### Teniente Coronel Adnan Bahar
El nuevo Jefe Interino de la prisión de Juw, el Teniente Coronel Adnan Bahar, ejemplifica a la perfección esta "cultura de la impunidad" que existe en Baréin. Ya en el año 2005 el Centro para los Derechos Humanos de Baréin (the Bahrain Centre for Human Rights) identificó al, por aquel entonces, Sargento Adnan Bahar, como uno de los principales violadores de derechos humanos en Baréin y como una de las personas que más hicieron uso de la tortura.  Por si esto no fuera suficiente, en el año 2008, el Relator Especial de las Naciones Unidas sobre la Tortura, el Sr. Manfred Nowak, documentó varios casos de tortura que ocurrieron bajo la supervisión de Adnan Bahar. Uno de los casos documentados por el Sr. Manfred Nowak fue el siguiente:
"El 10 de febrero, el Sr. Mohammed Abdullah al Sengais fue esposado y arrastrado de su celda al patio donde fue golpeado con una barra de hierro y abusado sexualmente por dos agentes de seguridad llamados "Moftah" y "Parvis" bajo la mirada del Sargento Adnan Bahar. Él [el Sr. Mohammed Abdullah al Sengais] sufre un dolor crónico en la espalda como resultado de este incidente. Él está detenido en una celda que mide 1 x 2 metros y que está sucia e infestada de insectos. El Sr. al Sengais en el pasado se quejó de sufrir unos dolores de cabeza muy fuertes por lo que el 24 de febrero fue remitido a un hospital psiquiátrico para ser tratado. Sin embargo, debido al aplazamiento de las audiencias judiciales de los detenidos, la visita se tuvo que reprogramar para el 28 de febrero. Naji Al Fateel y Hassan Abdulnabi Hassan fueron objeto de palizas por protestar el tratamiento brindado al Sr. al Sengais. Los tres hombres fueron obligados a compartir sus celdas con personas que sufrían de hepatitis y que están escupiendo sangre en su presencia. Oficiales de la CID (por sus siglas en inglés) amenazaron con abusar sexualmente a la mujer del Sr. Hassan Abdulnabi Hassan. Uno de los detenidos fue sodomizado con un palo de madera y diferentes partes de su cuerpo, genitales incluidos, fueron electrocutadas" .
Sin embargo, a pesar de estas acusaciones, en enero de 2018, el Teniente Coronel Adnan Bahar fue ascendido nuevamente y el Gobierno de los Al Jalifa confió en él la gestión de la prisión de Juw.